# Osowiec (województwo wielkopolskie)
Osowiec – wieś krajeńska w Polsce położona w województwie wielkopolskim, w powiecie złotowskim, w gminie Zakrzewo.
W latach 1975–1998 miejscowość należała administracyjnie do województwa pilskiego.
Zobacz też: Osowiec